# Amazon Air
Amazon Air (до 2017 года известная как Amazon Prime Air) — американская грузовая авиакомпания, выполняющая рейсы в интересах материнской компании Amazon. Несмотря на смену названия в 2017 году самолёты Amazon Air окрашены в ливрею Prime Air. Авиакомпания в основном берёт самолёты в лизинг, но руководство заявило, что в будущем планируется ввод в эксплуатацию собственных самолётов.

## История

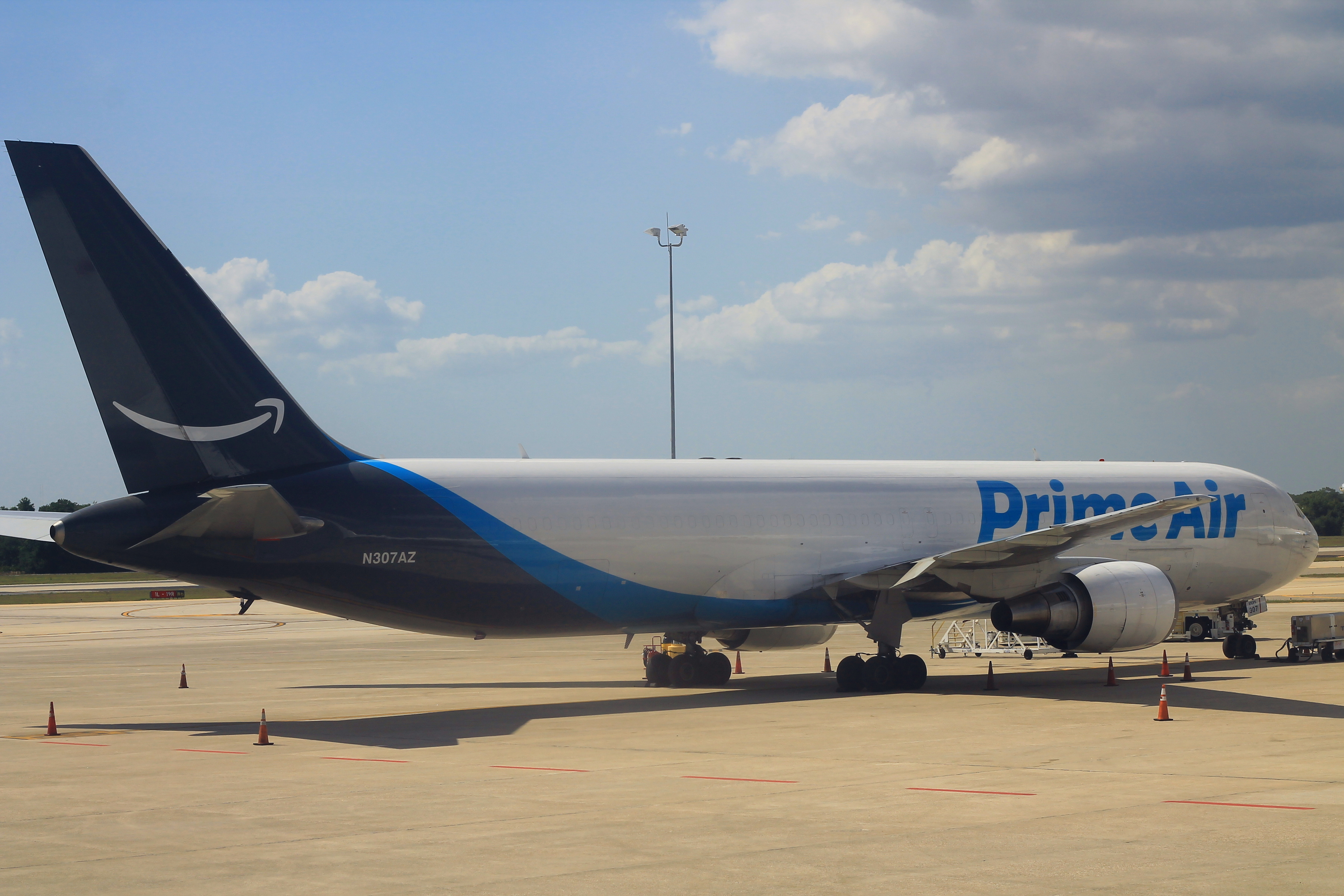
Один из Boeing 767-300 авиакомпании Amazon Air (бортовой номер N307AZ)

В конце 2015 года Amazon начала выполнение грузовых рейсов из Уилмингтона под названием Project Aerosmith. В декабре 2015 года Amazon объявила, что создаст собственную грузовую авиакомпанию для расширения своих возможностей. В марте 2016 года Amazon приобрела опционы на покупку до 19,9 % акций Air Transport Services Group и начала выполнение регулярных рейсов с 20 самолётами типа Boeing 767.
31 января 2017 года компания Amazon объявила, что Amazon Air сделает аэропорт Цинциннати/Северный Кентукки своим основным хабом, выполнение рейсов из этого аэропорта началось 30 апреля 2017 года. Amazon получила 40 миллионов долларов налоговых льгот и планирует начать строительство объекта площадью 370 гектаров с сортировочным комплексом площадью 28 гектаров и парковочным местом для более чем 100 грузовых самолётов в аэропорту Цицинати/Северный Кентукки; стоимость проекта оценивается в 1,5 миллиарда долларов.
В декабре 2017 года Amazon Prime Air, объявила о своем ребрендинге и смене названия на Amazon Air, чтобы избежать путаницы со службой доставки дронами Amazon Prime Air.
По состоянию на июнь 2018 года 20 из 33 грузовых самолётов Amazon Air базировались в международном аэропорту Цинциннати/Северный Кентукки, остальные летали по транзитным маршрутам точка-точка через США. Amazon Air объявила о планах перенести свою штаб-квартиру в бывшую штаб-квартиру американской авиакомпании Comair.
Amazon Air взяла в лизинг 10 самолётов Boeing 767-300 у ATSG в декабре 2018 года.
Amazon завершила строительство регионального авиаузла в аэропорту Форт-Уэрт Аллайанс, начавшего работу 2 октября 2019 года и прекратила осуществление перевозок товаров, произведённых не Amazon.
Amazon объявила о планах взять 10 самолётов Boeing 767-300 у Air Transport Services Group в 2019—2020 году, что позволит увеличить количество самолётов во флоте до 50. Первый этап строительства сортировочного комплекса в аэропорту Цицинати/Северный Кентукки площадью 180 гектаров планируется завершить в 2020 году, в то время как оставшиеся 194 гектаров будут построены к 2025—2027 году. Amazon планирует разместить более 100 самолётов на базе в Цицинати с более чем 200 ежедневными рейсами и 15 000 сотрудниками.
В июле 2020 года Amazon Air получила около шести миллионов галлонов экологически чистого авиационного топлива, поставляемого Shell Aviation и производимого World Energy.
В сентябре 2020 года Amazon Air объявила о планах приобрести четыре самолёта. Это первые самолёты, которые авиакомпания купит, а не возьмёт в лизинг. Четыре самолёта Boeing 767-300 ранее принадлежали компании WestJet, которая приобрела их у Qantas в 2015 году. В январе 2021 года, в связи с серьезным снижением пассажиропотока и увеличением грузопотока из-за пандемии COVID-19, Amazon Air объявила, что приобрела 11 самолётов Boeing 767-300 у Delta Air Lines и WestJet.
В марте 2021 года Amazon Air на приобрела миноритарные акции в Air Transport Services Group, материнской компании субарендатора Amazon Air Air Transport International. Сделка была оценена в 131 миллион долларов за 13,5 миллиона акций компании. Amazon также владеет ордерами на приобретение миноритарной доли в Atlas Air Worldwide Holdings, материнской компании Atlas Air.

## Флот

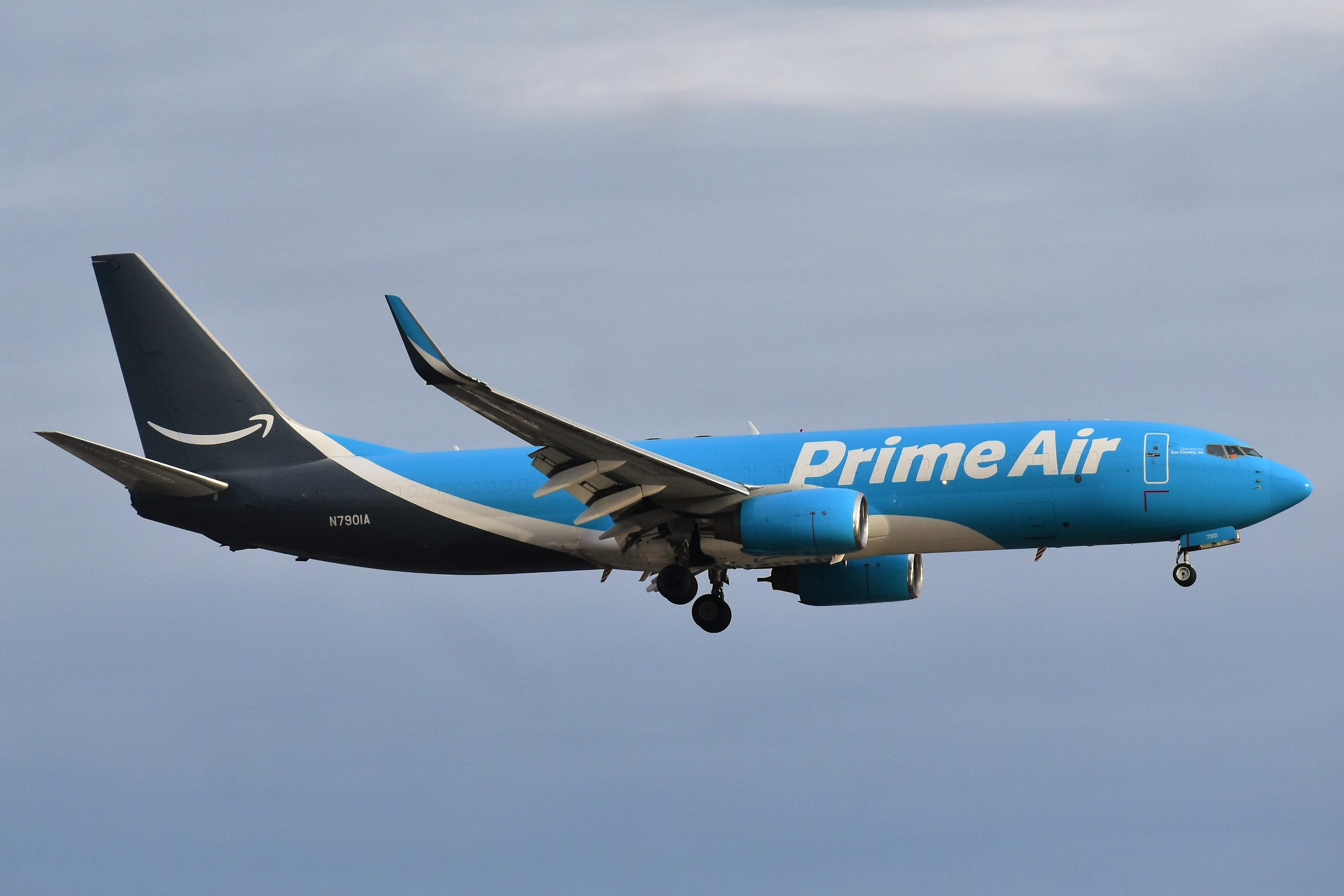
Boeing 737-800BCF авиакомпании Amazon Air

Amazon Air использует самолёты типов ATR 72, Boeing 737 и Boeing 767, все из которых эксплуатируются партнёрами авиакомпании, включая Atlas Air, Air Transport Services Group и ASL Airlines Ireland.
По состоянию на декабрь 2021 года воздушный флот Amazon Air состоит из следующих самолётов:
| Тип                                     | Эксплуатируется | Эксплуатируется | Заказано | Оператор                    | Примечания |
| --------------------------------------- | --------------- | --------------- | -------- | --------------------------- | ---------- |
| ATR 72-200AF                            | 3               | 3               | —        | Silver Airways              |            |
| Boeing 737-800BCF                       | 26              | 8               | —        | Atlas Air                   |            |
| Boeing 737-800BCF                       | 26              | 12              | —        | Sun Country Airlines        |            |
| Boeing 737-800BCF                       | 26              | 6               | —        | ASL Airlines Ireland        |            |
| Boeing 767-200                          | 12              | 6               | —        | Air Transport International |            |
| Boeing 767-200                          | 12              | 6               | —        | ABX Air                     |            |
| Boeing 767-300ERBDSFBoeing 767-300ERBSF | 54              | 33              | 8        | Air Transport International |            |
| Boeing 767-300ERBDSFBoeing 767-300ERBSF | 54              | 19              | 8        | Atlas Air                   |            |
| Boeing 767-300ERBDSFBoeing 767-300ERBSF | 54              | 2               | 8        | Cargojet Airways            |            |
| Всего                                   | 95              | 95              | 8        |                             |            |

## Происшествия и катастрофы

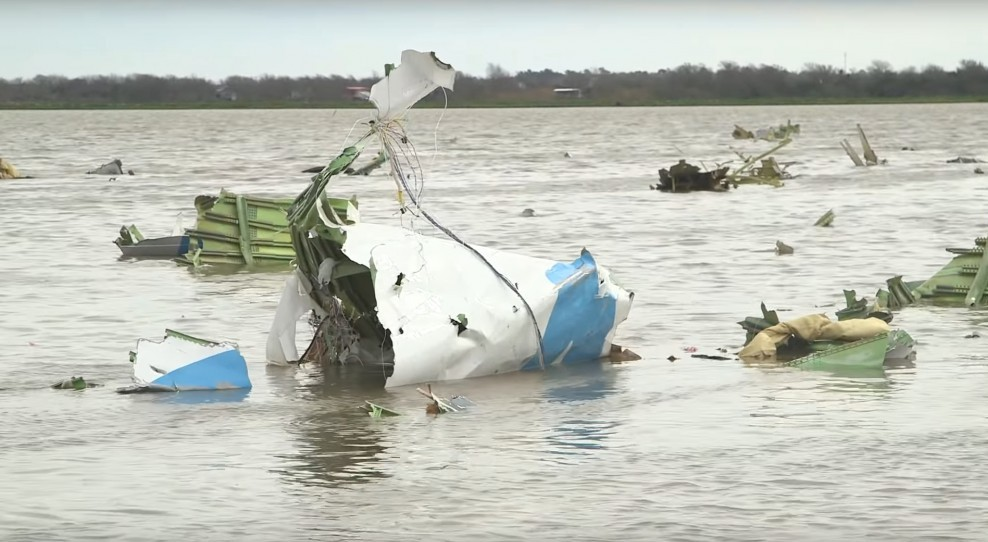
Последствия катастрофы рейса 3591

- 23 февраля 2019 года рейс 3591 авиакомпании Atlas Air (рейс выполнялся на Boeing 767-300BCF, принадлежащем Amazon Air) потерпел катастрофу в заливе Тринити[англ.] близ Анауака, штат Техас[22][23]. Катастрофа произошла примерно в 48 километрах к юго-востоку от аэропорта Хьюстон Интерконтинентал, когда самолёт заходил на посадку. Самолёт выполнял регулярный рейс из международного аэропорта Майами в Хьюстон. Все три человека, находившиеся на борту (два члена экипажа и один пассажир), погибли[24][25][26][23].